# Alan Paton
Alan Stewart Paton (ur. 11 stycznia 1903 w Pietermaritzburg, zm. 12 kwietnia 1988 w Lintrose) – południowoafrykański pisarz, działacz społeczny i polityk.

## Życiorys
Był jednym z przywódców Partii Liberalnej założonej w 1953 roku. Jego dzieła charakteryzują się obroną rdzennej ludności. Przeciwstawia się systemowi segregacji rasowej. Opublikował m.in.:
- 1948 – Płacz, ukochany kraju (ang. Cry, The Beloved Country)
- 1953 – Za późno, ptaszku (ang. Too Late the Phalarope)
- 1955 – Opowieści z udręczonego kraju (ang. Tales from a Troubled Land)
- 1959 – Nadzieja dla Południowej Afryki (ang. Hope for South Africa)
- 1961 – Idź do domu, Debbie (ang. Debbie Go Home)
- 1961 – Południowa Afryka – kraj i ludzie (zbiór)(ang. The Land and People of South Africa)